# Benny Vreden Producties
Benny Vreden Producties, later Benny Vreden Kinderproducties, is een productiemaatschappij gevestigd in Diemen. Ze werd in 1964 opgericht door zanger en liedschrijver Benny Vreden (1913-1975) en zijn zwager Dick de Vilder.

## Geschiedenis
In de beginjaren was het bedrijf gevestigd in Hilversum.
Vanaf 1965 bracht het productiehuis singletjes met kinderliedjes uit voor zangonderwijs op school. Vreden bedacht in 1967 de afscheidsmusical voor de laatste klas van de lagere school. De  productiemaatschappij geeft sinds 1970 elk jaar een eindmusical uit.
Na het overlijden van Vreden werd de leiding in 1980 overgenomen door muziekleraar en kinderliedschrijver Hans Peters. Het productiebedrijf kwam in 1997 onder leiding van geluidstechnicus Bart Peters. In 2018 werd televisiepresentator Carlo Boszhard eigenaar van het bedrijf.

## Kinderliedjes voor zangonderwijs op school
Vanaf 1965 gaf Benny Vreden Producties elke maand een single uit voor zangonderwijs aan de lagere school. Op de grammofoonplaatjes stonden zowel klassieke, traditionele kinderliedjes als nieuw geschreven liedjes. Scholen konden hier een abonnement op nemen en ontvingen dan tien lp'tjes per jaar met bladmuziek en een lesbrief. In 1970 hadden 4.500 scholen een abonnement afgesloten.
De plaatjes hadden als ondertitel: Liedjes met aparte orkestbegeleiding. Op beide kanten stond een liedje; eerst gezongen door een kinderkoor, gevolgd door enkel de orkestbegeleiding, zodat de kinderen in de klas op de muziek konden meezingen.
Nieuwe liedjes werden geschreven door tekstdichters en liedschrijvers als Paula van Alphen, Herman Broekhuizen, Thera Coppens, Jules de Corte, Gerrit den Braber, Magda Evertse, Sant Heijermans, Han G. Hoekstra, Fons van Loosdrecht, Hans Peters jr., Floris van der Putt, Annie M.G. Schmidt, Cor Smaling, Lex van Toorenburgh, Elly Walde en Benny Vreden zelf. Muziek en of arrangementen werden onder anderen geschreven door: Harry Bannink, G.H. de Marez Oyens, Joop Stokkermans en Ru van Veen.
Bekende liedjes uit deze reeks zijn onder meer: Cowboy Billy Boem ('En wie rijdt er op z’n paard door de prairie? / Het is cowboy Billy Boem, door de boeven zeer gevreesd'), van Hans Peters; De bromvlieg ('Vlieg op dikke vlieg, dikke bromvlieg / Je plaagt me en je kriebelt zo'), van Herman Broekhuizen; De stoker en de machinist ('Die hebben de trein gemist'), van Han G. Hoekstra en muziek van G.H. de Marez Oyens; Varkentje Valentijn ('Kijk nou toch eens wie daar gaat / Midden in de nacht, gewoon op straat), van Hans Peters; en Zingen met Bach ('Onlangs op een dreinerige middag / Van een saaie doordeweekse dag), van Hans Peters.
Naast de nieuw geschreven kinderliedjes waren er ook afzonderlijke reeksen met nieuw geschreven kleuterliedjes, sinterklaasliedjes, kerstliedjes en geestelijke liederen. Naast de klassieke, (anoniem overgeleverde, kinderliedjes waren er ook traditionele kerstliedjes en bestaande anderstalige liedjes. Aparte reeksen waren Muzikale begeleiding voor bewegingsoefeningen en Muziek bij de gymnastiek.

### Lijst van kinderliedjes op BVP-singletjes (onvolledig)
De ongedateerde liedjes zijn op single verschenen tussen januari 1965 en juni 1968.
Nieuw geschreven kinderliedjes
- Ach, wat een dag, Cor Smaling (1970)
- Alle dieren liepen weg, Hans Peters (1969)
- Als het straks vakantie is, Benny Vreden
- Als je een raket had, Hans Peters
- Ambrosio, Cor Smaling (1969)
- Bartje de slang, Han van Koert (1970)
- Bij de muziek, Mart W.H. de Weerd
- Carnavalslied, Ad Heerkens (1969)
- Cowboy Billy Boem, Hans Peters
- Daar is de lente weer, Jac. Linders, Fons Halsema en Victor van Osta
- Daar is wat te zien, Cor Smaling (1969)
- De bromvlieg, Herman Broekhuizen
- De draaimolen, Marian Hesper-Sint en J.E. Hesper
- De echo, Cor Smaling
- De kabouterdans, Hans Peters (1968)
- De kip en de kat en de ooievaar, Jos en Magda Evertse (1969)
- De klokken van Nederland, Marian Hesper-Sint
- De poppenkast, Paula van Alphen
- De reus van Lieromlei, Hans Peters
- De sneeuwman van diedeldomdijne, Fons van Loosdrecht (1968)
- De stoker en de machinist, Han G. Hoekstra, muziek: G.H. de Marez Oyens
- De stijve poppen, Hans Peters (1968)
- De timmerkist (van Bob), Magda Evertse
- De tovenaar van Tierelier, Hans Peters
- De voddenman, Jules de Corte
- Dirre din, Lex van Toorenburgh
- Drie ouwe ottertjes, Annie M.G. Schmidt, muziek: Benny Vreden
- Dubbele Jan, Floris van der Putt en H. Beex
- Geitje Mek, Herman Broekhuizen
- Gerrit-Jan de Groenteman, Cor Smaling
- Goeiemorgen, Thera Coppens, muziek: Joop Stokkermans (1970)
- Hans Pommerans, Han G. Hoekstra en Ad Heerkens
- Het menneke Tobias, Jos en Magda Evertse
- Het molenpaard van Keulen, Frans van Doorn (1969)
- Het nieuwe paardje Hittepetit, Hans Peters
- Het paard van de waard, Han van Koert (1969)
- Het stoute kaboutertje, Jac. Linders, Fons Halsema en Victor van Osta
- Hippetrip, Elly Walde
- Ik ben een varkentje, Jo Kalmijn-Spierenburg en Louise Godin
- In Appelscha, Benny Vreden (1968)
- In de dierenwinkel, Hans Peters
- In de supermarkt, Cor Smaling
- In de wandelpas, Cor Smaling
- In het straatje, Cor Smaling (1968)
- In 's-Graveland, Marthy de Goey (1970)
- Ineke Tineke, Cor Smaling
- 't is Pasen, Jules de Corte
- Jan Jonas, Hans Peters
- Jantientje, Hans Andreus, muziek: Joop Stokkermans
- Januari, Marthy de Goey (1970)
- Jonge eendjes, Cor Smaling
- Jongetje Joost, Hans Peters
- Koning Karel, Hans Peters (1969)
- Kleine Lotje, Benny Vreden
- Kok Kadorus, Jac. Linders, Fons Halsema en Victor van Osta
- Komt een meisje aangelopen, Hans Peters (1968)
- Loesje, Jules de Corte
- Manus Mus, Lex van Toorenburgh
- Meneer van Dam, Hans Peters
- Met trommel en trompet, Jan en Tom van As
- Militere van Motore, Cor Smaling (1969)
- Moeder helpen, Magda Evertse
- Moet je toch 'es horen, Cor Smaling (1968)
- M'n vader, Fons van Loosdrecht
- Oma zit te breien, Jac. Linders, Victor van Osta en Fons Halsema
- Pianoles, Magda Evertse
- Pietje Paraplu , Hans Peters
- Regen, Hans Andreus, muziek: J. Stokkermans
- Regenliedje, Jac. Linders, Fons Halsema en Victor van Osta
- Rood of Groen, Herman Broekhuizen
- Sardines, Chris van Hoorn, muziek: Joop Stokkermans
- Schildwacht spelen, Fons van Loosdrecht
- Sneeuwliedjes, Paula van Alphen
- Spokenlied, Thera Coppens (1970)
- Spreek je Russisch?, Wim van Kuijk (1969)
- Sprinkhaan op Urk, Annie M.G. Schmidt, muziek: Paul Chr. van Westering
- Telefoontje, Herman Broekhuizen
- Tingelingeling, de ijscoman, Paula van Alphen
- Toen den hertog Jan, Floris v.d. Putt, muziek: H. Baex
- Tovertrompetje, Hans Peters (1969)
- Twee straatmuzikanten, Benny Vreden (vertaling) (1969)
- Vakantielied, Magda Evertse
- Van Romberdebom en retteketet, Ton Kool en Jos Timmer
- Varkentje Valentijn, Hans Peters
- Voorjaarsliedje, Fons van Loosdrecht (1969)
- Vreemde dieren, Herman Broekhuizen
- Vogel, vlieg naar buiten, Fons van Loosdrecht (1968)
- Vogeltjes onder de douche, Benny Vreden
- Vijf Vingers, Benny Vreden
- Wandel eens mee, Benny Vreden
- Wat wil je worden, Benny Vreden
- Wie is jarig?, Paula van Alphen
- Wie heeft vandaag corvee in het kamp, Nico Splinter en Jan v.d. Brink (1969)
- Wie weet, Cor Smaling
- Woutertje, Benny Vreden
- Woutertje, Hans Peters (1970)
- Zeg, wil jij m'n broertje worden?, Benny Vreden
- Zingen met Bach, Hans Peters (1969)
- 1 April, Jules de Corte

Nieuw geschreven kleuterliedjes
- Aan tafel, Herman Broekhuizen (1969)
- Bij de kapper, H.J. Smit (1969)
- Carnaval, N. Zwartele, P. v.d. Boog en Paula van Alphen (1969)
- De grote grijze griezelbeer, Hans Peters (1970)
- De lamp op m'n kamer, Marthy de Goey (1970)
- De speeltuin, Fons van Loosdrecht (1969)
- De mooie pop van Wiesje, Jos en Magda Evertse (1969)
- Diridee, Jeannette Tol (1970)
- Doornroosje, Hans Peters (1969)
- Drie in één, Fons van Loosdrecht (1969)
- Een meisje ging eens wandelen, Jeannette Tol (1970)
- Er kwam vandaag een vriendje bij, Fons van Loosdrecht (1969)
- Groen zijn al m'n kleren, Benny Vreden (1969)
- Heb je 't al gehoord?, Hans Peters (kersttijd) (1969)
- Hondje Flap, Paula van Alphen (1970)
- Ik ben de dikke hobbelman, Thera Coppens (1969)
- Ik wou, Hans Peters (1969)
- Mannetje Joep, Herman Broekhuizen (1969)
- Oom Adriaan, Hans Peters (1969)
- Vlindertje wit, H.J. Smit (1969)
- Voor een jarige, Thera Coppens (1970)
- We gaan van alles doen, Hans Peters (1969)

Nieuw geschreven sinterklaasliedjes
- De beat van Piet, Herman Broekhuizen
- Lied van Piet, Herman Broekhuizen
- 't Paard van Sinterklaas is ziek, Benny Vreden (1968)
- Piet waait weg, Hans Peters (1968)
- Pop van speculaas, Hans Peters (kleuterliedje) (1969)
- Sinterklaas, Pieterbaas
- Sinterklaasje, Paula van Alphen
- Welkom Sinterklaas, Benny Vreden (1969)
- 'k Zet vanavond m'n schoentje neer, Benny Vreden (kleuterliedje) (1969)
- Zwarte Piet, Herman Broekhuizen

Nieuw geschreven kerstliedjes
- De kerstboom, Paula van Alphen
- De kerstklokken, Hans Peters (1968)
- Kerstliedje, Magda Evertse (1968)
- Rinkelbelletje, Hans Peters

Geestelijke liederen
- Abraham de gelovige, Jan Wit (1969)
- Eens komt de grote zomer, J. W. Schulte-Nordholt (vertaling) (1969)
- 'Heer Jezus heeft een hofke, traditioneel
- In een bootje van gevlochten hout, Huub Oosterhuis en Frans Bilsen (1969)
- Kom, schepper geest, J. W. Schulte-Nordholt (vertaling) (1969)
- Psalm 149, traditioneel (1969)
- Samuel, Hanna Lam en Wim ter Burg (1969)

Klassieke (anoniem overgeleverde) kinderliedjes
- Als de grote klokke luidt, Daar kwam ene boer van Zwitserland, Drie schuintamboers, En zo rijden wij te peerd, Ik ben een muzikantje, Jan Hinnerik, Komt vrienden in het ronde, Waarvan gaan er de boeren, Wel Annemarieke, Zeg kwezelke wilde gij dansen.

Traditionele kerstliedjes
- Er is een kindetje geboren, Herders, hij is geboren, Hoe leit dit kindeke, 't is geboren het god'lijk kind, Klein klein jezuken, Komt herders van rondomme, Nu zijt wellekome, Zeg eens herder.

Anderstalige liedjes
- Alouette, Die gedanken sind frei, Hava naguila, Jingle bells, Mary had a baby, Musz i denn, Old Mac Donald, On christmas night, Sur le pont d'Avignon, The first nowell, This old man, What shall we do with the drunken sailor.

## Eindmusicals voor de laatste klas lagere school
In 1967 bedacht (kinder)liedschrijver Benny Vreden de afscheidsmusical voor de laatste klas van de lagere school. Hij schreef in dat jaar de allereerste eindmusical voor de zesde klas, Meester Pennelik. Sinds 1970 heeft Benny Vreden Producties elk jaar een eindmusical voor de lagere school uitgebracht.
Drie afscheidsmusicals zijn van de hand van Vreden zelf (Meester Pennelik, Adieu Paris en Radio Flierefluiter). Hans Peters jr. schreef aan meer dan tien musicals mee. Vanaf eind jaren 90 schreef Marian van Gog ruim vijftien eindmusicals en sinds 2014 schreef Carlo Boszhard meer dan tien musicals.

### Lijst van eindmusicals
1967-1979
- 1967 – Meester Pennelik (Benny Vreden)
- 1970 – De wonderlijke machine van professor Knap (Hans Peters jr.)
- 1971 – Adieu Paris (Benny Vreden)
- 1972 – Het koffertje van meneer Van Dalen (Hans Peters jr.)
- 1973 – De tovenaar van Alkmaar (Fons van Loosdrecht)
- 1974 – Radio Flierefluiter (Benny Vreden)
- 1975 – De allerlaatste nieuwsshow (Hans Peters jr.)
- 1976 – Het vreemde songfestival (Tom Brugman)
- 1977 – Koeken voor de koning (Gerrit den Braber en Joop Stokkermans)
- 1977 – Een speeltuin? Het einde! (Tom Brugman en Emile Koelink)
- 1979 – Spionnen in het circus (Tom Brugman en Hans Peters jr.)

1980-1989
- 1980 – Dokter Pompelmoes (Marly Bosma en Hans Peters jr.)
- 1981 – De reunie (Bies van Ede en Cees West)
- 1982 – De geheime piratenzender (Tom Brugman, Bies van Ede en Frans Luyt)
- 1983 – Bonje in de Buitenhof (Harry Beishuizen, Bies van Ede en Hans Peters jr.)
- 1984 – Disco in Doedorp (Tom Brugman en Hans Peters jr.)
- 1985 – Spoken op Griezelsteyn (Thera Coppens en Paul Natte)
- 1986 – Paniek in De Luie Lift (Paul Fenger en Frans Luyt)
- 1987 – Geen idee (Chris Winsemius)
- 1988 – Raadsels rond Het Ruime Sop (Paul Fenger en Chris Winsemius)
- 1989 – Inpakken en wegwezen (Paul Fenger en Hans Peters jr.)

1990-1999
- 1990 – Hoe haal je 't in je hoofd!? (Chris Winsemius)
- 1991 – Net op tijd (Marian van Gog, Ton Kerkhof en Hans Peters)
- 1992 – Vreemde kuren (Chris Winsemius)
- 1993 – Kunst en vliegwerk (Paul Fenger, Hans Peters jr. en Ton Kerkhof)
- 1994 – Niet goed?? Geld terug!! (Paul Fenger, Hans Peters jr. en Ton Kerkhof)
- 1995 – Vlieg op (Marian van Gog, Ton Kerkhof en Hans Peters)
- 1996 – Bingo! (Paul Fenger, Hans Peters jr. en Ton Kerkhof)
- 1997 – Wow! (Marian van Gog, Ton Kerkhof en Hans Peters)
- 1998 – Help! (Marian van Gog en Ton Kerkhof)
- 1999 – Hoera, we zijn gestrand! (Paul Fenger, Marian van Gog en Ton Kerkhof)

2000-2009
- 2000 – Geldkoorts (Marian van Gog, Ton Kerkhof en Harm van Sleen)
- 2001 – Big Boat (Marian van Gog en Ton Kerkhof)
- 2002 – Weet wat je wilt (Marian van Gog en Ton Kerkhof)
- 2003 – Kauwgom gangsters (Marian van Gog en Ton Kerkhof)
- 2004  – Spookie (Marian van Gog, Ton Kerkhof en Axel Holsbergen)
- 2005 – Switch (Marian van Gog en Ton Kerkhof)
- 2006 – Brand! (Marian van Gog en Ton Kerkhof)
- 2007 – Take off (Marian van Gog en Ton Kerkhof)
- 2008 – Nisno (Marian van Gog en Ton Kerkhof)
- 2009 – Cash (Marian van Gog en Ton Kerkhof)

2010-2019
- 2010 – De trein (Marian van Gog en Ton Kerkhof)
- 2011 – Wat maak je menu (Marian van Gog en Ton Kerkhof)
- 2012 – Start (Marian van Gog en Ton Kerkhof)
- 2013 – Vermist (Marian van Gog en Ton Kerkhof)
- 2014 – De TV-kantine (Carlo Boszhard en Mark Pütz)
- 2015 – Het musical mysterie  (Carlo Boszhard en Ton Kerkhof)
- 2016 – Het eiland (Carlo Boszhard en Ton Kerkhof)
- 2017 – Monsterhit (Carlo Boszhard)
- 2018 – De tent op z'n kop! (Carlo Boszhard)
- 2019 – De feestplaneet (Carlo Boszhard)
- 2019 – De geheime gympies (Herald Adolfs en Carlo Boszhard)

2020-e.v.
- 2020 – Jungle beat (Carlo Boszhard)
- 2021 – Expeditie Beachclub (Carlo Boszhard)
- 2022 – Wie steelt de show? (Carlo Boszhard)
- 2023 – Alle remmen los! (Carlo Boszhard)
- 2024 – Vlam in de pan (Carlo Boszhard)